# G1 Special in San Francisco
G1 Special in San Francisco – gala wrestlingu wyprodukowana przez federację New Japan Pro-Wrestling (NJPW). Odbyła się 7 lipca 2018 w Cow Palace w Daly City w Kalifornii. Emisja była przeprowadzana na żywo na kanale AXS TV w Stanach Zjednoczonych. Była to druga gala w chronologii cyklu G1 Special.

## Produkcja
G1 Special in San Francisco oferowało walki profesjonalnego wrestlingu z udziałem wrestlerów biorących udział w oskryptowanych rywalizacjach (storyline’ach) prowadzonych podczas gal i konferencji prasowych federacji NJPW. Wrestlerzy są przedstawieni jako heele (negatywni, źli zawodnicy i najczęściej wrogowie publiki) i face’owie (pozytywni, dobrzy i najczęściej ulubieńcy publiki), którzy rywalizują pomiędzy sobą w seriach walk mających budować napięcie. Kulminacją rywalizacji jest walka wrestlerska lub ich seria.
Organizacja gali została oficjalnie ogłoszona 25 marca 2018. Podczas gdy bilety na G1 Special in USA sprzedały się w dwie godziny, dziennikarze Pro Wrestling Torch poinformowali, że bilety na galę G1 Special in San Francisco sprzedawały się wolniej.

### Rywalizacje
9 czerwca podczas gali Dominion 6.9 in Osaka-jo Hall, Kenny Omega pokonał Kazuchike Okadę o IWGP Heavyweight Championship w no time limit two out of three falls matchu, tym samym kończąc najdłuższe 720-dniowe panowanie w historii. Po walce Omega wspólnie z Kotą Ibushim i The Young Bucks (Mattem i Nickiem Jacksonem) wygłosili przemówienie, w którym ogłosili utworzenie podgrupy Bullet Club o nazwie „The Golden Elite”. Dzień później podczas konferencji emitowanej w serwisie NJPW World, Kenny Omega potwierdził, że on i The Young Bucks wciąż są członkami Bullet Club, zaś Ibushi dołączył się do podgrupy The Elite. Ponadto potwierdził, że wciąż jest liderem Bullet Club, a jego pierwsza obrona tytułu IWGP Heavyweight Championship odbędzie się przeciwko Cody'emu podczas gali G1 Special in San Francisco.
28 stycznia 2018 podczas gali The New Beginning in Sapporo, „Switchblade” Jay White pokonał Kenny'ego Omegę i zdobył IWGP United States Heavyweight Champion. Podczas gali Dominion 6.9 in Osaka-jo Hall, White został przypięty w tag team matchu przez Juice'a Robinsona, wskutek czego wyznaczono jego obronę pasa przeciwko Robinsonowi na gali G1 Special in San Francisco.
9 czerwca podczas gali Dominion 6.9 in Osaka-jo Hall, The Young Bucks (Matt i Nick Jackson) pokonali Sanadę i Evila reprezentujących grupę Los Ingobernables de Japon i zdobyli IWGP Tag Team Championship pierwszy raz w karierze. Po walce zaoferowali rewanż przegranemu zespołowi. Dzień później potwierdzono, że kolejna walka odbędzie się podczas gali G1 Special in San Francisco.

## Wyniki walk
| Nr                                 | Wyniki | Stypulacje                                                  | Czas  |
| ---------------------------------- | --- | ----------------------------------------------------------- | ----- |
| 1                                  | Bullet Club (Chase Owens, Yujiro Takahashi, Tanga Loa, Tama Tonga i King Haku) pokonali Chaos (Sho, Yoha, Rocky’ego Romero, Gedo i Yoshi-Hashiego) | Ten-men tag team match                                      | 9:20  |
| 2                                  | Chaos (Toru Yano i Tomohiro Ishii) pokonali Suzuki-gun (Zack Sabre Jr. i Minoru Suzukiego)                                                         | Tag team match                                              | 9:42  |
| 3                                  | Bullet Club (Marty Scurll i Hangman Page) pokonali Taguchi Japan (Kushidę i Hiroshiego Tanahashiego)                                               | Tag team match                                              | 9:52  |
| 4                                  | Hirooki Goto (c) pokonał Jeffa Cobba | Singles match o NEVER Openweight Championship               | 12:10 |
| 5                                  | The Young Bucks (Matt Jackson i Nick Jackson) (c) pokonali Los Ingobernables de Japon (Sanadę i Evila)                                             | Tag team match o IWGP Tag Team Championship                 | 16:05 |
| 6                                  | Chaos (Kazuchika Okada i Will Ospreay) pokonali Los Ingobernables de Japon (Bushiego i Tetsuyę Naito)                                              | Tag team match                                              | 11:58 |
| 7                                  | Hiromu Takahashi (c) pokonał Dragona Lee | Singles match o IWGP Junior Heavyweight Championship        | 16:18 |
| 8                                  | Juice Robinson pokonał Jaya White’a (c) | Singles match o IWGP United States Heavyweight Championship | 23:22 |
| 9                                  | Kenny Omega (c) pokonał Cody’ego | Singles match o IWGP Heavyweight Championship               | 34:14 |
| (c) – mistrz/mistrzyni przed walką | |                                                             |       |